# Фабер, Фредерик Уильям
Фредерик Уильям Фабер (англ. Frederick William Faber; 28 июня 1814 — 26 сентября 1863) — английский поэт и богослов.
Ревностный последователь Ньюмена, он в 1845 году перешёл в католицизм. Как и Ньюмен, вступил в общество ораторианцев. Написал много гимнов и религиозных песен, а также описания путешествий: «Sights and Thoughts in Foreign Churches and among Foreign Peoples» (1842); «The Styrian Lake and Other Poems» (1842); «Sir Lancelot, a Legend of the Middle Ages» (1844).

## Ранняя жизнь
Фредерик Уильям Фабер родился в 1814 году в Калверли. Его дядя, теолог Джордж Стэнли Фабер, был плодовитым писателем.
Фабер некоторое время посещал гимназию при епископе Окленде в графстве Дарем, но большую часть своего детства провел в Уэстморленде. После этого он посетил школы Harrow и Шрусбери. Затем Фредерик был зачислен в 1832 году в колледж Балиола в Оксфордском университете. В 1834 году он получил стипендию в Университетском колледже.
В 1836 году Фред получил премию Ньюдигейта за стихотворение «Рыцари святого Иоанна», которое вызвало особую похвалу у Джона Кибла. Среди его друзей по колледжу были Артур Пенрин Стэнли и Раунделл Палмер. По окончании института Уильям был избран членом училища.
Семья Фабера была гугенотского происхождения, и они твердо придерживались кальвинистских убеждений.
Когда Фабер приехал в Оксфорд, он познакомился с англо-католической проповедью Оксфордского движения, которое начало развиваться в англиканской церкви. Одним из самых ярких ее сторонников был популярный проповедник Джон Генри Ньюмен, викарий университетской церкви Святой Марии Девы. Фред боролся с этими расходящимися формами христианских верований и жизни. Чтобы снять напряжение, он брал длительные каникулы в Озерном крае, где писал стихи. В конце концов он отказался от кальвинистских взглядов своей юности и стал горячим последователем Ньюмена.

## Английский викарий
Фредерик Уильям Фабер был рукоположен в англиканскую церковь в 1839 году, после чего проводил там время, поддерживая себя в качестве наставника. В 1843 году Фабер принял должность настоятеля церкви в Элтоне, затем в Хантингдоншире, а теперь в Кембриджшире. Его первым делом было поехать в Рим, чтобы узнать, как лучше всего выполнять свои пастырские обязанности.
Фабер представил католические обычаи, исповеди и почитания Святого Сердца прихожанам. Тем не менее, в приходе было сильное присутствие методистов, и диссиденты каждое воскресенье заполняли его церковь, пытаясь бросить вызов римско-католическому направлению, в которое он принимал общину.

## Последние годы
Фабер никогда не отличался крепким здоровьем. Он страдал от разных болезней в течение многих лет, в результате чего у него развился диагноз Брайта, который в конечном итоге оказался фатальным. Несмотря на слабое здоровье, в те годы было много работы. Уильям опубликовал ряд богословских сочинений, например «Жития ораторианских святых».
Уильям приходился двоюродным дедушкой Джеффри Фаберу, соучредителю издательства «Фабер и Гвиер», которое позже стало называться «Faber and Faber», крупным изданием литературных и религиозных произведений. Фабер опубликовал гимны под названием «Иисус и Мария» (1849), в которых содержалось глубокое понимание богословия Марии. Фред был преимущественно католическим писателем, исправившим протестантские идеи об «автоматическом» спасении христианина смертью Христа (о чем свидетельствует фраза «О, обратись к Иисусу, обратись к матери») и идею о Марии как о простом персонаже христианской истории (о чем свидетельствует «Мать милосердия, день за днем»).
Фредерик Уильям Фабер умер 26 ноября 1863 года. Он был похоронен на кладбище Святой Марии Сиденхем в Лондоне. В 1952 году останки отца Фабера были повторно захоронены в лондонской оратории Бромптон. Миссис Элизабет Боуден подарила часовню святого Уилфрида в Оратории в память об отце Уильяме, так как при жизни он был очень предан святому Уилфриду. Его останки были положены в склеп перед алтарем, а мраморная плита и надпись покрыли гробовую постройку.

## Гимны
- «Дорогой Хранитель Марии»[8]
- «Вера наших отцов» — Первоначально этот гимн имел две версии: английскую и ирландскую, но чаще всего исполнялся на английском языке.
- «Славься, Святой Иосиф Славься» — Один из самых популярных гимнов святому Иосифу.
- «Помилуй нас Бог Всевышний» — Гимн Святой Троице.
- «Я блуждал и устал»
- «Иисус кротчайший Спаситель, Бог силы» — Гимн для Святого Причастия.
- «Иисус есть Бог, славные отряды» (1872 г.),
- «Иисус мой Господь, мой Бог, мое все!» — Гимн благодарения после Святого Причастия
- «Рассвет утреннего Адвента», — описывает радость ожидания Марии младенца Иисуса.
- «Мать милосердия, день за днем» (1849) — Марианский гимн о важности Марианской преданности
- «Боже мой, как ты прекрасен»[9] (1849) — Гимн Отцу Вечному